# Pholcus parvus
Pholcus parvus is een spinnensoort uit de familie trilspinnen (Pholcidae). De soort komt voor op de Madeira.